# Біргланд
Біргланд (нім. Birgland) — громада в Німеччині, розташована в землі Баварія. Підпорядковується адміністративному округу Верхній Пфальц. Входить до складу району Амберг-Зульцбах. Складова частина об'єднання громад Ільшванг.
Площа — 62,40 км2. Населення становить 1784 ос. (станом на 31 грудня 2020).